# Keesings Record of World Events
Keesings Record of World Events är ett utrikespolitiskt kalendarium, som ges ut en gång per månad, innehållande referat av viktigare världshändelser samt utdrag ur dokument, anföranden och dylikt.

## Historik
Före 1987 benämndes magasinet Keesing's Contemporary Archives, som lanserades 1931 på initiativ av nederländaren Isaäc Keesing (som på 1910-talet etablerade sitt eget förlag). Syftet var att skapa ett politiskt kalendarium, som gavs ut i Storbritannien och Nederländerna i en engelsk och en tysk version. Materialet hämtades huvudsakligen från telegrambyråer och tidningar. Arkivet har byggts upp med en stor mängd data och mer eller mindre utförliga referat av viktiga aktstycken och händelseförlopp.

## Nuvarande resurser
Arkivet tillhandahåller idag omfattande information om händelser från hela världen. Brittiska forskare, baserade i Cambridge, sammanställer objektiva beskrivningar av politiska, sociala och ekonomiska förhållanden för varje land och för större internationella organisationer. Keesings är en stor källa till nutidshistoria från 1960 och framåt.
Stora mängder rådata analyseras och syntetiseras för att sedan publiceras månadsvis i en kortfattad redogörelse för viktiga händelser i världens alla länder inom utvalda tematiska ämnen.
Händelser som kan vara aktuella att behandla  är val och regeringsskiften, krig, fördrag, möten och diplomati, terrorism och frågor om inre säkerhet, lagstiftning, budget, ekonomisk utveckling och internationella avtal, åtgärder från FN och andra internationella organisationer, naturkatastrofer, miljöfrågor och vetenskapliga upptäckter.